# Erich Clößner
Erich-Heinrich Clössner era um general alemão, tendo o comando de Exércitos e Corpos de Exército muito importantes durante a Segunda Guerra Mundial. Nasceu em Giessen em 17 de setembro de 1888, faleceu em Constance no dia 28 de março de 1976.

## Biografia
Erich-Heinrich Clössner era um Leutnant em 1907. Durante a Primeira Guerra Mundial (1914-18), ele serviu na infantaria e era oficias de staff officer em várias unidades, conseguindo chegar a patente de Hauptmann em 1916.
Promovido para Oberst em 1 de junho de 1934, se tornou um Generalmajor em 1 de outubro de 1937 e Generalleutnant em 1 de outubro de 1939.
Com o início da Segunda Guerra Mundial, ele comandou a 25ª Divisão de Infantaria e após o LVI Corpo de Exército (25 de janeiro de 1942). Promovido para General der Infanterie em 1 de janeiro de 1942, ele assumiu o comando interino do 2º Exército Panzer desde 11 de abril até 6 de agosto de 1943. Em seguida lhe foi dado o comando do IX Corpo de Exército (15 de outubro de 1943).
Foi feito prisioneiro em 8 de maio de 1945, e libertado em 1947 vindo a falecer em Constance no dia 28 de março de 1976.

## Condecorações
Foi condecorado com a Cruz de Cavaleiro da Cruz de Ferro (29 de setembro de 1940) e a Cruz Germânica em Ouro (15 de julho de 1942).